# Contea di Campbell (Kentucky)
La contea di Campbell in inglese Campbell County è una contea dello Stato del Kentucky, negli Stati Uniti. La popolazione al censimento del 2020 era di 93 076 abitanti. Il capoluogo di contea è suddiviso fra le cittadine di Alexandria e Newport e la città più popolosa è Fort Thomas.